# 로타르 3세

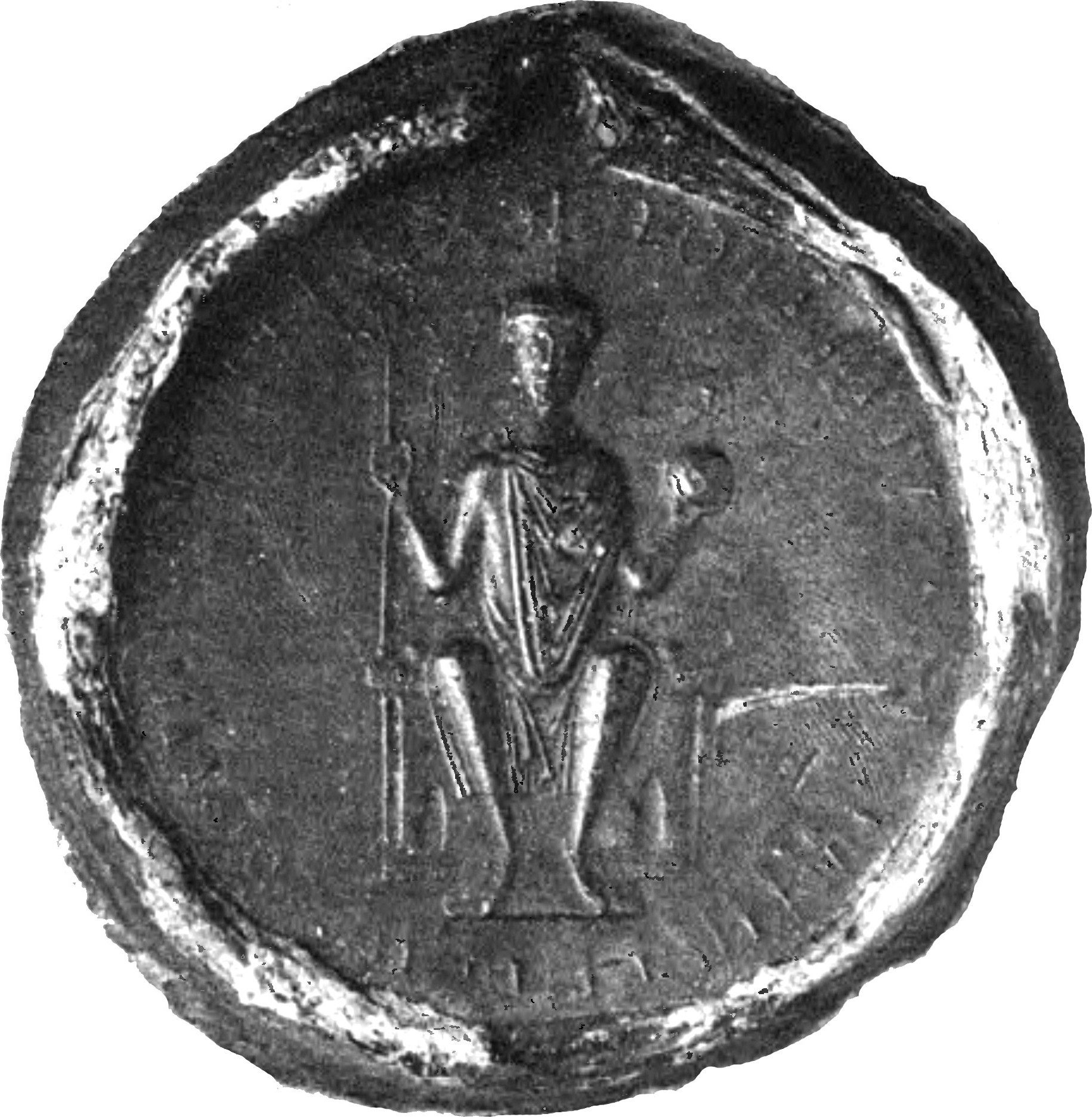
로타르 3세의 봉인

로타르 3세(독일어: Lothar III, 1075년 – 1137년 12월 4일)는 작센의 공작 (1106년), 독일 왕 (1125년), 1133년부터는 신성 로마 제국 황제였다. 하인리히 5세가 아들없이 사망하여 잘리어 왕조가 끊어지자 영주들에 의해 독일왕으로 선출되었다. 그 역시 아들없이 사망하였고 하인리히 5세의 조카인 콘라트 3세가 선출되었다.

## 순서 매김의 문제
독일 군주의 순서를 매김에 있어 카롤링거 왕조의 동 프랑크 왕국을 독일 왕국의 출현으로 본다. 로타르 3세의 3세는 신성로마제국 황제였던 로타르 1세(재위:843-855)과 독일왕 로타링기아의 로타르 2세 (재위:855-869)의 뒤를 이어 3세로 붙인다. 한편 그는 스스로를 세번째 로타르라는 뜻의 Lotharius tertius라 자칭하기도 했다. 이탈리아의 군주로서는 로타르 1세와 로타링기아의 로타르 2세, 로타리오 3세의 뒤를 이어 로타리오 4세로 부른다. 그러나 로타르 2세나 로타리오 3세가 신성로마 황제가 되지 못하고 완전히 독일전체를 통치하지 못했기 때문에 주플린부르크의 로타르를 로타르 2세로 부르기도 한다.

## 생애

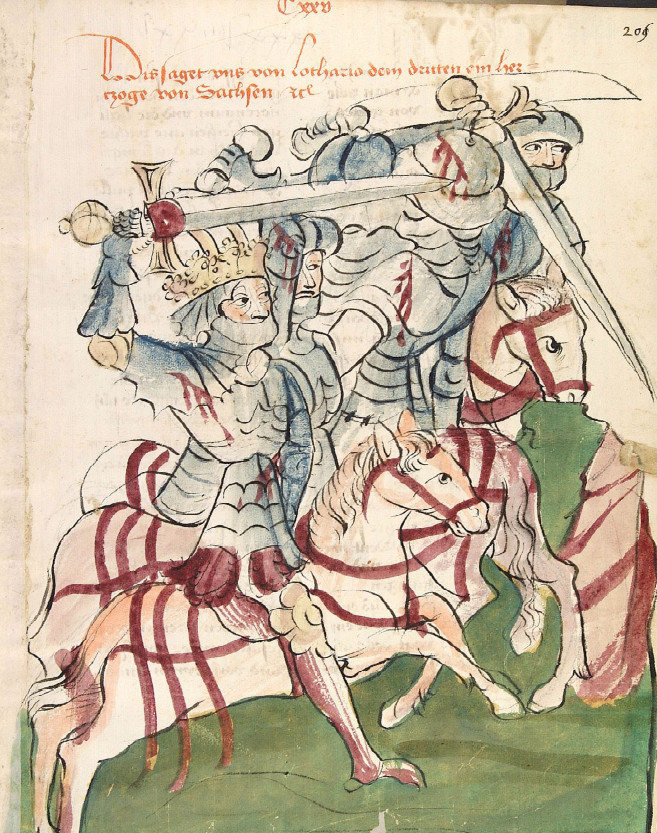
집시 족과 교전하는 로타르 3세
(14세기 작품)

로타르는 주플린부르크 백작 게프하르트의 아들로서 1075년 그의 아버지가 신성로마제국의 하인리히 4세와 싸워 전사하기 직전에 태어났다. 그는 아버지로부터 막대한 영지를 물려받고 노르트하임과 브라운슈바이비크 가문과 결혼으로 인해 작센과 북부 독일에서 가장 강력한 제후가 되었다. 1106년 하인리히 5세가 아버지 하인리히 4세에게 반기를 들고 일어났을 때 하인리히 5세를 도왔고 그 대가로 작센의 공작에 임명되었다. 그러나 그는 곧 하인리히 5세와 세금 문제 등으로 종종 대립하였고 서임권 분쟁 때에는 하인리이에게 공공연히 반대하였다. 1115년에는 로타르의 군대가 황제 하인리히의 군대를 격파하기도 하였다.
그는 아득하게나마 대머리 카를과 오토 1세의 후손도 된다. 외외증조모 게르트루데의 친정아버지, 그의 외외고조부인 프리기아 후작 리우돌프는 콘라트 2세의 황후 슈바벤의 기셀라가 브론스위크 백작 브루노와의 첫 결혼으로 얻은 아들이었다. 슈바벤의 기셀라는 할머니가 오토 1세의 아들 리우돌프의 딸이었고, 외할머니는 루이 4세의 딸 프랑크의 마틸다였다. 루이 4세는 대머리 카를의 증손자가 된다.
1125년, 하인리히가 죽자 로타르는 가장 강력한 황제 후보자가 되어있었는데 호엔슈타우펜의 슈바벤공 프리드리히와 그 동생 콘라트와 권력 투쟁을 벌였고 1127년 독일 왕으로 선출되었다. 이후 호엔슈타우펜 가문은 계속 그의 자리를 노렸지만 결국은 로타르를 인정할 수밖에 없었다. 그는 또한 로마에 대하여 계속적으로 상징적인 행동으로 자신의 존재를 드러냄으로써 황제로 선출되는 것을 은근히 암시하였다.
1130년 교황 인노첸시오 2세와 아나클레투스 2세등 두 명의 교황이 선출되어 대립하였을 때 로타르는 인노첸시오의 편을 들어주었고 1132년 이탈리아로 진군하여 아나클레투스와 그의 동맹인 시칠리아 왕 루지에로 2세에 대항하여 싸웠다. 로타르는 이듬해 6월 인노첸시오로부터 정식으로 신성 로마 제국 황제의 대관식을 받았다.
독일로 돌아온 로타르는 호엔슈타우펜의 프리드리히와 콘라트 형제와 다시 다툼을 벌였는데 곧 진압하고 1135년 두 형제와 모두 협정을 맺었고 제위를 안정시켰다. 이듬해에는 비잔티움 황제 요한네스 콤네노스와 동맹을 맺고 시칠리아의 루지에로 2세에 대한 원정을 시작했다. 1137년까지 로타르의 독일군대는 루지에로의 시칠리아군을 대부분의 남부 이탈리아에서 몰아내고 협정을 맺었다.
로타르는 그해 겨울 이탈리아 원정에서 돌아오는 길에 알프스산맥을 넘다가 죽었다. 제위는 호엔슈타우펜 가문으로 넘어갔다. 훗날 그의 딸 게르트루데의 손자 오토 4세가 황제위에 오르게 된다.